# 울트라ISO
울트라ISO(UltraISO)는 CD 및 DVD 저작에 쓰이는 ISO 파일을 만들고, 변환하고, 수정하는 데 쓰이는 마이크로소프트 윈도우용 응용 프로그램이다.
2002년 4월 20일에 처음 출시된 울트라ISO는 프로그램을 만든 EZB 시스템즈가 제품을 지속적으로 관리하고 있다. 이 프로그램은 셰어웨어이다.

## 기능
- CD, DVD를 ISO 이미지로 복제한다.
- CD/DVD-ROM이나 하드 디스크에 위치한 파일을 ISO 이미지에 추가하여 이미지를 제작한다.
- 파일이나 폴더를 추가하고 삭제하고 만드는 등 ISO 파일을 수정한다.
- 시동 가능한 CD/DVD, 플로피 이미지를 만든다.
- .BIN, .IMG, .CIF, .NRG, .BWI 등의 다른 형식의 포맷을 ISO 표준 이미지로 변환한다.
- ISO 9660 수준과 Joliet 확장을 지원한다.
- ISO 파일 구조를 최적화하여 디스크 공간을 아낀다.
- ISO를 가상 드라이브로 마운트할 수 있다.
- ISO 데이터를 확인하는 체크섬을 만든다.
- 여러 언어를 지원한다.
- MP3 플레이어에서 만들 수 있다.
- 무료 버전에서는 300 메가바이트 이하의 ISO 이미지만 만들 수 있다.
- UDF 디스크 형식을 지원한다.

## ISZ 포맷
울트라ISO는 ISZ라는 사유 포맷을 사용한다. ISO Zipped로 광고되는 이 포맷은 단순한 zip 아카이브는 아니다. 이 포맷은 zlib이나 bzip2를 사용하여 데이터를 압축하며 다양한 정도의 AES 암호화를 지원할 수 있다. 파일 포맷 사양은 EZB 시스템의 웹사이트에서 공개적으로 이용이 가능하다. 이 포맷은 현재 데몬 툴스, 알콜 120%, CDemu와 같은 타사 응용 프로그램들에 의해 지원된다.

## 같이 보기
- 디스크 이미지 에뮬레이터